# Albergaria
In età carolingia, l'albergaria corrispondeva al diritto, riconosciuto ad un conte, al suo seguito ed eventualmente ai suoi rappresentanti, di alloggio e mantenimento per sé e le cavalcature, a spese dei contadini e delle comunità religiose.
L'albergaria costituiva nell'Europa medievale un supporto alle fragili strutture statali caratterizzate da un'economia scarsamente monetizzata, dalla sottomissione dei ceti inferiori a dòmini locali, da una struttura di potere basata sul vassallaggio e sui rapporti di dipendenza personali.
Con la frammentazione dell'Impero successiva ai carolingi, il diritto di albergaria fu ereditato dai numerosi potenti locali, che continuarono ad esercitarla sinché, fra XIII e XIV secolo, l'albergaria fu monetizzata, trasformandosi grazie all'emissione di carte di franchigia, in una prestazione in denaro.